# 西野やすし
西野 やすし（にしの やすし、本名：西野 靖）は、日本のギタリスト。
主に京都と関西を中心に活動している。

## 略歴
15歳の時、アメリカ軍基地で初めてプロとしてステージに立つ。
他のミュージシャンのサポートやアレンジを担当の他、天野SHOとのユニット「天西BLUE LINE」と「西野やすし鉄拳倶楽部」の二つのユニットで活動。
演奏する音楽ジャンルは幅広いが、基本はブルースである。
また実践空手術道「大志會」の師範で、道場を持っている。

## 備考
京都の音楽専門学校で講師を務めていた。